# Liste der stehenden Figurentheater
Die folgende Liste enthält die stehenden Bühnen für Figurentheater bzw. Puppenspieltheater, nicht die Tourneetheater und nicht die Puppenspieler. Die Liste ist nach Ländern und dann alphabetisch geordnet.

## Deutschland

### Baden-Württemberg
- Figurentheater Tübingen
- Figurentheater Raphael Mürle, Pforzheim
- Figurentheater Ravensburg
- Figurentheater Stuttgart fitz/fits
- Figurentheater Wilde & Vogel, Stuttgart/Leipzig
- Gerhards Marionettentheater, Schwäbisch Hall
- Konstanzer Puppenbühne
- Marionettenbühne Mottenkäfig, Pforzheim
- marotte Figurentheater, Karlsruhe
- Puppentheater Plappermaul, Heidelberg
- Theater am Faden, Stuttgart
- Theater unterm Regenbogen, Waiblingen

### Bayern
- Augsburger Puppenkiste
- Bamberger Marionettentheater
- Lindauer Marionettenoper
- Marionettentheater Kleines Spiel, München
- Marionettentheater Schwandorf
- Münchner Marionettentheater
- Puppenbühne Herrnleben, Bamberg
- Puppenbühne Herrnleben, Garmisch-Partenkirchen
- Das Puppenschiff, Mainaschaff
- Schwabacher Marionettenbühne, Schwabach
- Spect-R-aculum, das kleine Figurenspiel unterm Dach, Regensburg
- Die Spieldose, München
- Theater Salz + Pfeffer, Nürnberg
- Tölzer Marionettentheater

### Berlin
- Puppentheater Berlin
- Figurentheater Grashüpfer, Berlin
- Hans Wurst Nachfahren / Theater am Winterfeldtplatz, Berlin
- Das Helmi, Berlin
- Puppentheater Firlefanz, Berlin
- Schaubude Berlin
- Theater im Globus, Leipzig & Berlin
- Theater Mirakulum – Puppenkomödie Berlin
- Das Weite Theater, Berlin

### Brandenburg
- Brandenburger Theater, Brandenburg an der Havel
- Theater des Lachens, Frankfurt (Oder)

### Bremen
- Figurentheater Bremerhaven

### Hamburg
- Hamburger Puppentheater

### Hessen
- Hanauer Marionettentheater
- Theater con Cuore, Schlitz
- Theatrium, Steinau an der Straße
- Velvets Theater, Wiesbaden

### Mecklenburg-Vorpommern
- Seebühne Hiddensee

### Niedersachsen
- Figurentheater Fadenschein, Braunschweig
- Figurentheater Osnabrück
- Figurentheaterhaus Theatrio, Hannover
- Lahberger Märchenbühne (M.Laubinger)
- Lingener Marionettentheater, Lingen (Ems)
- Männeken-Theater, Apen
- Oldersumer Puppenspölers
- Theater der Nacht, Northeim

### Nordrhein-Westfalen
- Bielefelder Puppenspiele Dagmar Selje, Bielefeld
- Cassiopeia Bühne. Blick aufs Wesentliche, Köln
- Düsseldorfer Marionetten-Theater, Düsseldorf
- Figuren mbH & Co, Oelde
- Krieewelsche pappköpp, Krefeld
- Krokodil Theater, Tecklenburg
- Müllers Marionetten-Theater, Wuppertal
- MiR Puppentheater, Gelsenkirchen
- Puppenspiele der Stadt Köln, Kölsch Hänneschen Thiater
- Puppenpavillon Bensberg, Bergisch Gladbach
- Puppentheater am Böckerhof, Solingen
- Puppentheater Helmholtzstraße, Düsseldorf
- theater 1, Bad Münstereifel
- Theater Firlefanz im AllerWeltHaus, Hagen
- Violettas Puppenbühne, Solingen

### Rheinland-Pfalz
- Puppentheater im Johanniskloster, Lahnstein
- FigurenTheaterHaus, Mayen

### Saarland
- Puppentheater Gabi Kussani, Schwalbach (Saar)

### Sachsen
- Figurentheater Wilde & Vogel, Stuttgart/Leipzig
- Lindenfels Westflügel, Leipzig
- Puppentheater Sterntaler, Leipzig
- Theater im Globus, Leipzig & Berlin
- Theater der Jungen Welt, Leipzig
- Theater Junge Generation, Dresden
- Puppentheater Zwickau

### Sachsen-Anhalt
- Puppentheater Dessau, Dessau-Roßlau
- Puppentheater Halle, Halle (Saale)
- Puppentheater Magdeburg
- Theater Cirquonflexe, Quedlinburg
- PuppenTheater Wittenberg
- Wittenberger Puppenspiel(e), Lutherstadt Wittenberg

### Schleswig-Holstein
- Figurentheater im Kabuff, Eckernförde
- Figurentheater Lübeck
- Lübecker Wasser Marionetten Theater, Lübeck

### Thüringen
- Figurentheater Weidringer, Erfurt
- Meininger Puppentheater am Meininger Theater, Meiningen
- Puppentheater Gera
- Theater Waidspeicher, Erfurt

## Österreich
- Figurentheater Lilarum, Wien
- Marionettentheater Schloss Schönbrunn, Wien
- Original Wiener Praterkasperl
- Salzburger Marionettentheater
- Schubert Theater, Wien
- Steyrer Kripperl
- Wiener Urania-Puppentheater
- Linzer Puppentheater

## Schweiz
- Basler Marionetten Theater, Basel
- Freie Marionettenbühne Wengen
- Figurentheater St. Gallen, St. Gallen
- Figurentheater Wettingen, Wettingen
- Figurentheater Winterthur, Winterthur
- Théâtre-Atelier de Marionnettes La Turlutaine, La Chaux-de-Fonds

## Luxemburg
- Figurentheaterhaus Poppespënnchen, Lasauvage